# Serie A1 2008-2009 (pallanuoto maschile)
La Serie A1 2008-2009 fu la 90ª edizione del campionato italiano maschile di pallanuoto di prima divisione disputato dal 1912, anno della sua prima edizione. La regular season ebbe inizio il 11 ottobre 2008 per poi terminare il 28 marzo 2009. Alla fine di essa presero il via i play-off, dove le prime otto squadre della stagione regolare si contesero lo scudetto. Essi iniziarono il 3 aprile 2009.
La novità rispetto alla stagione precedente è la riduzione del numero delle squadre partecipanti da 14 a 12.
Furono sei le regioni rappresentate in questo torneo. La regione maggiormente rappresentata fu la Liguria (cinque squadre), seguita dal Lazio (tre squadre), Campania, Lombardia, Sicilia e Toscana (una squadra).

## Avvenimenti

### Regular season
La stagione è stata dominata dalla Pro Recco, che in 22 incontri disputati in stagione regolare è riuscita a vincerne ben 21 con 1 solo pareggio e non subendo nessuna sconfitta. Questo eccezionale score ha permesso alla squadra ligure di chiudere al primo posto la classifica con ben 13 punti di vantaggio sul Posillipo secondo classificato. A retrocedere in serie A2 sono state Catania e Civitavecchia.

### Play-off
Il dominio della Pro Recco è continuato anche durante i play-off scudetto dove con sette vittorie consecutive è riuscita ad aggiudicarsi il 23º titolo italiano.

## Squadre partecipanti
- Catania
- Civitavecchia
- Latina
- Lazio
- Leonessa
- Bogliasco

- Florentia
- Savona
- Sori
- Nervi
- Posillipo
- Pro Recco

## Regular season

### Classifica
|  |     | Classifica 2008-2009 | Pti | G  | V  | N | P  | GF  | GS  | DR   |
|  | --- | -------------------- | --- | -- | -- | - | -- | --- | --- | ---- |
|  | 1.  | Pro Recco            | 64  | 22 | 21 | 1 | 0  | 302 | 136 | +166 |
|  | 2.  | Posillipo            | 51  | 22 | 16 | 3 | 3  | 235 | 178 | +57  |
|  | 3.  | Savona               | 51  | 22 | 16 | 3 | 3  | 251 | 166 | +85  |
|  | 4.  | Leonessa             | 47  | 22 | 15 | 2 | 5  | 248 | 189 | +59  |
|  | 5.  | Sori                 | 33  | 22 | 9  | 6 | 7  | 225 | 212 | +13  |
|  | 6.  | Nervi                | 28  | 22 | 8  | 4 | 10 | 221 | 233 | -12  |
|  | 7.  | Lazio                | 22  | 22 | 7  | 1 | 14 | 168 | 212 | -44  |
|  | 8.  | Florentia            | 21  | 22 | 6  | 3 | 13 | 212 | 226 | -14  |
|  | 9.  | Bogliasco            | 21  | 22 | 6  | 3 | 13 | 187 | 225 | -38  |
|  | 10. | Latina               | 20  | 22 | 6  | 2 | 14 | 173 | 219 | -46  |
|  | 11. | Catania              | 20  | 22 | 6  | 2 | 14 | 162 | 228 | -66  |
|  | 12. | Civitavecchia        | 2   | 22 | 0  | 2 | 20 | 167 | 325 | -158 |

### Capoliste solitarie
- dalla 9ª alla 22ª giornata:  Pro Recco

### Record
- Maggior numero di vittorie:  Pro Recco (21)
- Minor numero di sconfitte:  Pro Recco (0)
- Migliore attacco:  Pro Recco (302 gol fatti)
- Miglior difesa:   Pro Recco (136 gol subiti)
- Miglior differenza reti:  Pro Recco (+166 gol)
- Maggior numero di pareggi:  Sori (6)
- Minor numero di pareggi:  Pro Recco,  Lazio (1)
- Minor numero di vittorie:  Civitavecchia (0)
- Maggior numero di sconfitte:  Civitavecchia (20)
- Peggiore attacco:  Catania (162 gol fatti)
- Peggior difesa:  Civitavecchia (325 gol subiti)
- Peggior differenza reti:  Civitavecchia (- 158 gol)
- Partita con più reti:
- Partita con maggiore scarto di gol:

### Calendario e risultati
| andata | 1ª giornata               | ritorno |
| 11-12  | Florentia - Sori          | 10-10   |
| 9-5    | Leonessa - Latina         | 13-9    |
| 9-3    | Posillipo - Lazio         | 8-7     |
| 17-7   | Savona - Bogliasco        | 11-5    |
| 12-4   | Nervi - Catania           | 7-8     |
| 19-5   | Pro Recco - Civitevecchia | 18-2    |

| andata | 4ª giornata           | ritorno |
| 11-11  | Sori - Bogliasco      | 11-10   |
| 14-6   | Nervi - Civitavecchia | 15-8    |
| 5-7    | Latina - Savona       | 9-13    |
| 13-4   | Pro Recco - Lazio     | 10-7    |
| 6-6    | Catania - Florentia   | 6-12    |
| 11-9   | Leonessa - Posillipo  | 9-13    |

| andata | 7ª giornata            | ritorno |
| 8-10   | Lazio - Nervi          | 8-13    |
| 11-4   | Pro Recco - Sori       | 12-10   |
| 10-12  | Catania - Posillipo    | 7-10    |
| 21-4   | Savona - Civitavecchia | 18-7    |
| 9-8    | Latina - Bogliasco     | 6-9     |
| 9-7    | Leonessa - Florentia   | 14-11   |

| andata | 10ª giornata             | ritorno |
| 9-13   | Catania - Sori           | 9-11    |
| 10-6   | Savona - Lazio           | 9-5     |
| 6-15   | Bogliasco - Pro Recco    | 8-23    |
| 21-6   | Leonessa - Civitavecchia | 16-9    |
| 10-8   | Posillipo - Florentia    | 18-10   |
| 8-9    | Latina - Nervi           | 13-12   |

| andata | 2ª giornata               | ritorno |
| 11-10  | Bogliasco - Florentia     | 7-10    |
| 4-16   | Catania - Savona          | 6-15    |
| 9-9    | Nervi - Leonessa          | 8-14    |
| 4-12   | Latina - Pro Recco        | 10-17   |
| 10-4   | Sori - Lazio              | 12-6    |
| 4-11   | Civitavecchia - Posillipo | 6-21    |

| andata | 5ª giornata               | ritorno |
| 11-9   | Leonessa - Sori           | 12-11   |
| 8-9    | Florentia - Nervi         | 9-9     |
| 11-9   | Savona - Posillipo        | 6-10    |
| 14-4   | Pro Recco - Catania       | 12-8    |
| 9-6    | Bogliasco - Civitavecchia | 9-7     |
| 8-5    | Lazio - Latina            | 10-6    |

| andata | 8ª giornata               | ritorno |
| 16-6   | Florentia - Civitavecchia | 7-16    |
| 15-9   | Sori - Nervi              | 13-16   |
| 9-6    | Savona - Leonessa         | 10-10   |
| 12-11  | Latina - Catania          | 4-5     |
| 8-9    | Bogliasco - Lazio         | 13-10   |
| 5-10   | Posillipo - Pro Recco     | 9-9     |

| andata | 11ª giornata            | ritorno |
| 9-3    | Pro Recco - Savona      | 14-11   |
| 10-10  | Nervi - Bogliasco       | 9-11    |
| 11-12  | Leonessa - Lazio        | 16-7    |
| 10-11  | Civitavecchia - Catania | 14-17   |
| 16-8   | Florentia - Latina      | 7-8     |
| 8-9    | Sori - Posillipo        | 5-9     |

| andata | 3ª giornata           | ritorno |
| 3-15   | Florentia - Pro Recco | 9-16    |
| 12-7   | Posillipo - Latina    | 9-9     |
| 5-8    | Bogliasco - leonessa  | 10-12   |
| 12-11  | Savona - Nervi        | 12-8    |
| 8-6    | Lazio - Catania       | 4-6     |
| 14-14  | Civitavecchia - Sori  | 10-16   |

| andata | 6ª giornata           | ritorno |
| 3-20   | Nervi - Pro Recco     | 6-13    |
| 11-10  | Posillipo - Bogliasco | 7-6     |
| 8-13   | Florentia - Savona    | 7-11    |
| 7-6    | Sori - Latina         | 7-7     |
| 6-7    | Catania - Leonessa    | 4-15    |
| 9-11   | Civitavecchia - Lazio | 10-10   |

| andata | 9ª giornata            | ritorno |
| 11-13  | Nervi - Posillipo      | 11-11   |
| 7-6    | Catania - Bogliasco    | 8-8     |
| 11-7   | Lazio - Florentia      | 10-11   |
| 10-10  | Sori - Savona          | 6-6     |
| 9-12   | Civitavecchia - Latina | 9-11    |
| 9-5    | Pro Recco - Leonessa   | 11-10   |

## Play-off

### Tabellone
|  | Quarti di finale | Quarti di finale | Quarti di finale |           |          | Semifinali | Semifinali | Semifinali |  |  | Finale | Finale    | Finale |
|  |                  |                  |                  |           |          |            |            |            |  |  |        |           |        |
|  | 1                | Pro Recco        | 2                |           |          |            |            |            |  |  |        |           |        |
|  | 8                | Florentia        | 0                |           |          |            |            |            |  |  |        |           |        |
|  | 8                | Florentia        | 0                |           | 1        | Pro Recco  | 2          |            |  |  |        |           |        |
|  |                  |                  |                  |           | 1        | Pro Recco  | 2          |            |  |  |        |           |        |
|  |                  | 4                | Leonessa         | 0         |          |            |            |            |  |  |        |           |        |
|  | 4                | 4                | Leonessa         | 0         | Leonessa | 2          |            |            |  |  |        |           |        |
|  | 4                |                  |                  |           | Leonessa | 2          |            |            |  |  |        |           |        |
|  | 5                | Sori             | 0                |           |          |            |            |            |  |  |        |           |        |
|  |                  |                  |                  |           |          |            |            |            |  |  | 1      | Pro Recco | 3      |
|  |                  |                  | 2                | Posillipo | 0        |            |            |            |  |  |        |           |        |
|  | 2                | Posillipo        | 2                |           |          |            |            |            |  |  |        |           |        |
|  | 7                | Lazio            | 0                |           |          |            |            |            |  |  |        |           |        |
|  | 7                | Lazio            | 0                |           | 2        | Posillipo  | 2          |            |  |  |        |           |        |
|  |                  |                  |                  |           | 2        | Posillipo  | 2          |            |  |  |        |           |        |
|  |                  | 3                | Savona           | 1         |          |            |            |            |  |  |        |           |        |
|  | 3                | 3                | Savona           | 1         | Savona   | 2          |            |            |  |  |        |           |        |
|  | 3                |                  |                  |           | Savona   | 2          |            |            |  |  |        |           |        |
|  | 6                | Nervi            | 0                |           |          |            |            |            |  |  |        |           |        |

### Calendario e risultati

#### Quarti di finale
| Pro Recco - Florentia 2-0 |                       |       |  |
|                           |                       |       |  |
| 4-4                       | Pro Recco - Florentia | 19-11 |  |
| 18-4                      | Florentia - Pro Recco | 10-18 |  |

| Leonessa - Sori 2-0 |                 |       |  |
|                     |                 |       |  |
| 3-4                 | Leonessa - Sori | 12-11 |  |
| 18-4                | Sori - Leonessa | 6-12  |  |

| Posillipo - Lazio 2-0 |                   |      |  |
|                       |                   |      |  |
| 4-4                   | Posillipo - Lazio | 12-5 |  |
| 18-4                  | Lazio - Posillipo | 6-14 |  |

| Savona - Nervi 2-0 |                |      |  |
|                    |                |      |  |
| 4-4                | Savona - Nervi | 13-8 |  |
| 18-4               | Nervi - Savona | 6-9  |  |

#### Semifinali 5º - 8º posto
| Sori - Florentia 2-1 |                  |       |  |
|                      |                  |       |  |
| 2-5                  | Sori - Florentia | 12-10 |  |
| 6-5                  | Florentia - Sori | 9-8   |  |
| 9-5                  | Sori - Florentia | 10-9  |  |

| Nervi - Lazio 2-0 |               |      |  |
|                   |               |      |  |
| 2-5               | Nervi - Lazio | 13-9 |  |
| 6-5               | Lazio - Nervi | 9-11 |  |

#### Semifinali 1º - 4º posto
| Pro Recco - Leonessa 2-0 |                      |       |  |
|                          |                      |       |  |
| 2-5                      | Pro Recco - Leonessa | 12-7  |  |
| 6-5                      | Leonessa - Pro Recco | 12-14 |  |

| Posillipo - Savona 2-1 |                    |       |  |
|                        |                    |       |  |
| 2-5                    | Posillipo - Savona | 14-15 |  |
| 6-5                    | Savona - Posillipo | 7-9   |  |
| 9-5                    | Posillipo - Savona | 12-9  |  |

#### Finali 3º e 5º posto
| Finale 5º posto: Sori - Nervi 2-0 |              |       |  |
|                                   |              |       |  |
| 13-5                              | Sori - Nervi | 12-10 |  |
| 16-5                              | Nervi - Sori | 13-16 |  |

| Finale 3º posto: Leonessa - Savona 2-0 |                   |     |  |
|                                        |                   |     |  |
| 13-5                                   | Savona - Leonessa | 7-9 |  |
| 16-5                                   | Leonessa - Savona | 6-5 |  |

#### Finale Scudetto
| Recco 12 maggio 2009, ore 20.15 | Pro Recco                    | 10 – 7 | Posillipo | Piscina Punta Sant'Anna (800 spett.)\| Arbitro: \| Sig. Paoletti - Sig. Taccini \| |
| Arbitro:                        | Sig. Paoletti - Sig. Taccini |        |           |                                                                                    |

| Napoli 16 maggio 2009, ore 18.00 | Posillipo                    | 5 – 11 | Pro Recco | Piscina Felice Scandone (4000 spett.)\| Arbitro: \| Sig. Peris - Sig. Stampalija \| |
| Arbitro:                         | Sig. Peris - Sig. Stampalija |        |           |                                                                                     |

| Recco 27 maggio 2009, ore 18.10 | Pro Recco                      | 12 – 7 | Posillipo | Piscina Punta Sant'Anna (1000 spett.)\| Arbitro: \| Sig. Bianchi - Sig. Collantoni \| |
| Arbitro:                        | Sig. Bianchi - Sig. Collantoni |        |           |                                                                                       |

## Verdetti
- Pro Recco: Campione d'Italia.
- Pro Recco, Circolo Nautico Posillipo e Leonessa Brescia: qualificate alla Eurolega 2009-2010
- Rari Nantes Savona e Rari Nantes Sori: qualificate alla Coppa LEN 2009-2010
- Pallanuoto Catania e Nuoto Civitavecchia: retrocesse in Serie A2

## Classifica marcatori
|  | Gol | Marcatore        | Squadra   |
|  | --- | ---------------- | --------- |
|  | 81  | Heiko Nossek     | Sori      |
|  | 70  | Goran Fiorentini | Savona    |
|  | 65  | Nikola Janović   | Posillipo |
|  | 63  | Guillermo Molina | Leonessa  |
|  | 62  | Valerio Rizzo    | Savona    |
|  | 60  | Boris Popović    | Nervi     |
|  | 58  | Federico Pagani  | Florentia |
|  | 57  | Pietro Figlioli  | Sori      |
|  | 57  | Vanja Udovičić   | Pro Recco |
|  | 54  | Norbert Madaras  | Pro Recco |